# Реката (филм, 2003)
Вижте пояснителната страница за други значения на Реката.
„Реката“ е български анимационен филм от 2003 година на режисьора и художника Анри Кулев, по сценарий на Петър Маринков. Музиката във филма е композирана от Любомир Денев.

## Актьорски състав
| Роля      | Изпълнител                                     |
| --------- | ---------------------------------------------- |
| Реката    | Татяна Лолова                                  |
| Мидата    | Йорданка Любенова                              |
| Чаплата   | Петя Силянова                                  |
| Дъбът     | Тодор Мадолев                                  |
| Сомът     | Светослав Добрев                               |
| Котаракът | Николай Урумов                                 |
| Помпата   | Яни Йозов                                      |
| Рибките   | Детска вокална група с диригент Илина Тодорова |

## Екипът на филма

### Продуцентски екип
| Режисьор                          | Анри Кулев |
| Сценарий                          | Петър Маринков |
| Композитор                        | Любомир Денев |
| Художник                          | Анри Кулев |
| Организатор                       | Боряна Дерменджиева                                                                                                  |
| Селекционна комисия               | Невяна Ушева Илия Костов Никола Рударов Асен Георгиев Ценко Минкин                                                   |
| Продуцентски екип на ЦТФТ при БНТ | Коста Биков Борил Мечков                                                                                             |
| Изпълнителен продуцент            | Кулев Филм Продукция                                                                                                 |
| Делегиран продуцент               | Илия Костов |
| Супервайзер                       | Апостол Стоянов |
| Анимация                          | Апостол Стоянов Любомир Христов Ценка Куюмджиева Албена Ячева Емил Барухов Васил Диков Владимир Шомов Йордан Раданов |
| Асистент                          | Красимира Ангелова                                                                                                   |
| Постпродукция „ЗОГРАФИК ФИЛМ“     | Кирил Янакиев Горан Кисьов Калин Стоянов Ивайло Тончев Николай Лукьянов Камен Кисьов Таня Асова Вероника Георгиева   |
| Постпродукция сървис              | "СИФ 309 ФИЛМОВИ И МУЗИКАЛНИ ПРОДУКЦИИ"                                                                              |
| Звуков дизайн и ефекти            | Владислав Бояджиев                                                                                                   |
| Звуковият дизайн е създаден в     | ЧУЧКОВ БРАДЪРС СТУДИО                                                                                                |
| Фази и почистване                 | Снежанка Петрова Цветелина Петрова Вергиния Иванова Илка Берухова Кристина Калева Недка Барова Мариана Фурнаджиева   |
| Оператор-видеоконтролер           | Елка Фотева |
| Copyright                         | Филмът е създаден от ЦТФТ при БНТ БНТ, 2003                                                                          |